# ジョセフ・ボックスホール

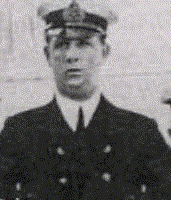
ジョセフ・ボックスホール

ジョセフ・グローブス・ボックスホール・ジュニア（英: Joseph Groves Boxhall, 1884年3月23日 - 1967年4月25日）は、イギリスの船員、海軍軍人、タイタニック号の船員で生還した船員の内の一人。
タイタニック号が沈没したときに、カルパチア号に乗って生還した船員の内の一人で、事故後にタイタニック号に関する多くの証言を行った。人物的には、無口で穏やかであり、タイタニック号事件のことに関しては、あまり話さなかったという。1967年に、血栓症の悪化で83歳の時に死亡した。彼の遺体はタイタニック号が沈没した41°43N49°56Wに流された。